# La Liga de 1960–61
A La Liga de 1960–61 foi a 30º edição da Primeira Divisão da Espanha de futebol. Com 16 participantes, o campeão foi o Real Madrid.

## Classificação
| Pos. | Equipes             | Pts | J  | V  | E  | D  | GP | GC | SG  | Classificação ou rebaixamento                          |
| ---- | ------------------- | --- | -- | -- | -- | -- | -- | -- | --- | ------------------------------------------------------ |
| 1    | Real Madrid         | 52  | 30 | 24 | 4  | 2  | 89 | 25 | 64  | Fase preliminar da Taça dos Clubes Campeões Europeus   |
| 2    | Atlético de Madrid  | 40  | 30 | 17 | 6  | 7  | 57 | 35 | 22  | Fase preliminar da Taça dos Clubes Vencedores de Taças |
| 3    | Zaragoza            | 33  | 30 | 12 | 9  | 9  | 54 | 53 | 1   |                                                        |
| 4    | Barcelona           | 32  | 30 | 13 | 6  | 11 | 62 | 47 | 15  |                                                        |
| 5    | Valencia            | 32  | 30 | 11 | 10 | 9  | 46 | 42 | 4   |                                                        |
| 6    | Betis               | 30  | 30 | 11 | 8  | 11 | 42 | 44 | –2  |                                                        |
| 7    | Athletic Bilbao     | 30  | 30 | 12 | 6  | 12 | 42 | 41 | 1   |                                                        |
| 8    | Real Sociedad       | 30  | 30 | 10 | 10 | 10 | 37 | 46 | –9  |                                                        |
| 9    | Mallorca            | 28  | 30 | 12 | 4  | 14 | 38 | 41 | –3  |                                                        |
| 10   | Espanyol            | 27  | 30 | 12 | 3  | 15 | 46 | 46 | 0   |                                                        |
| 11   | Sevilla             | 27  | 30 | 9  | 9  | 12 | 42 | 46 | –4  |                                                        |
| 12   | Racing de Santander | 26  | 30 | 11 | 4  | 15 | 42 | 47 | –5  |                                                        |
| 13   | Real Oviedo         | 26  | 30 | 10 | 6  | 14 | 39 | 54 | –15 | Play-off de Rebaixamento                               |
| 14   | Elche               | 25  | 30 | 9  | 7  | 14 | 48 | 75 | –27 | Play-off de Rebaixamento                               |
| 15   | Valladolid          | 25  | 30 | 11 | 3  | 16 | 39 | 52 | –13 | Zona de rebaixamento à Segunda Divisão Espanhola       |
| 16   | Granada             | 17  | 30 | 5  | 7  | 18 | 32 | 61 | –29 | Zona de rebaixamento à Segunda Divisão Espanhola       |

## Estatísticas

### Artilheiros
| Pos. | Jogador             | Equipe             | Gols |
| ---- | ------------------- | ------------------ | ---- |
| 1    | Ferenc Puskás       | Real Madrid        | 28   |
| 2    | Alfredo Di Stéfano  | Real Madrid        | 21   |
| 2    | Juan Ángel Romero   | Elche              | 21   |
| 4    | Joaquín Murillo     | Zaragoza           | 20   |
| 5    | Luis del Sol        | Real Madrid        | 17   |
| 6    | Héctor Núñez        | Valencia           | 14   |
| 7    | Joaquín Peiró       | Atlético de Madrid | 12   |
| 8    | Ramiro              | Atlético de Madrid | 11   |
| 8    | Evaristo de Macedo  | Barcelona          | 11   |
| 8    | Manuel Haro         | Mallorca           | 11   |
| 8    | José Carlos Diéguez | Sevilla            | 11   |
| 8    | Eduardo Endériz     | Valladolid         | 11   |
| 8    | José Antonio Zaldúa | Valladolid         | 11   |

### Hat-tricks
| Jogador             | Para               | Contra        | Resultado | Data                    | Ref. |
| ------------------- | ------------------ | ------------- | --------- | ----------------------- | ---- |
| Antonio Camps       | Espanyol           | Valencia      | 3–0       | 11 de setembro de 1960  |      |
| José Antonio Zaldúa | Valladolid         | Betis         | 5–1       | 2 de outubro de 1960    |      |
| Evaristo de Macedo  | Barcelona          | Real Sociedad | 6–2       | 16 de outubro de 1960   |      |
| Yanko Daucik        | Betis              | Real Sociedad | 5–1       | 6 de novembro de 1960   |      |
| Antoniet            | Sevilla            | Real Oviedo   | 3–2       | 13 de novembro de 1960  |      |
| Ferenc Puskás       | Real Madrid        | Zaragoza      | 5–1       | 13 de novembro de 1960  |      |
| Francisco Sampedro  | Racing Santander   | Elche         | 5–1       | 20 de novembro de 1960  |      |
| Luis del Sol        | Real Madrid        | Real Oviedo   | 7–0       | 27 de novembro de 1960  |      |
| Evaristo de Macedo  | Barcelona          | Mallorca      | 4–2       | 18 de dezembro de 1960  |      |
| Polo                | Atlético de Madrid | Zaragoza      | 4–0       | 15 de janeiro de 1961   |      |
| Ferenc Puskás5      | Real Madrid        | Elche         | 8–0       | 22 de janeiro de 1961   |      |
| Joaquín Murillo     | Zaragoza           | Elche         | 7–2       | 29 de janeiro de 1961   |      |
| Joaquín Peiró       | Atlético de Madrid | Valladolid    | 4–2       | 12 de fevereiro de 1961 |      |
| Alfredo Di Stéfano4 | Real Madrid        | Granada       | 5–0       | 19 de fevereiro de 1961 |      |
| Alfredo Rojas       | Betis              | Elche         | 7–1       | 5 de março de 1961      |      |
| László Kubala4      | Barcelona          | Elche         | 8–2       | 19 de março de 1961     |      |
| Joaquín Murillo     | Zaragoza           | Valladolid    | 5–1       | 23 de abril de 1961     |      |
| Ferenc Puskás       | Real Madrid        | Betis         | 4–0       | 23 de abril de 1961     |      |
| Luis Aragonés       | Real Oviedo        | Barcelona     | 5–3       | 30 de abril de 1961     |      |

4 Jogador marcou quatro gols.

5 Jogador marcou cinco gols.